# Serhij Lahkuti
Serhij Lahkuti oder Sergiy Lagkuti (* 24. April 1985 in Simferopol) ist ein ehemaliger ukrainischer Bahn- und Straßenradrennfahrer.

## Sportliche Laufbahn
2009 sowie 2012 gewann Serhij Lahkuti jeweils eine Etappe der Bulgarien-Rundfahrt, 2014 eine Etappe der Tour of Qinghai Lake. 2010 errang er gemeinsam Mychajlo Radjonow bei den Europameisterschaften die Bronzemedaille im Zweier-Mannschaftsfahren. 2015 wurde er ukrainischer Meister im Einzelzeitfahren. 2016 entschied Lahkuti die Gesamtwertungen von zwei Rundfahrten für sich, der Tour of Ukraine sowie der Tour of Qinghai Lake. 2017 entschied er die Bulgarien-Rundfahrt (Austragung North) für sich.

## Erfolge

### Straße
2009
- eine Etappe Bulgarien-Rundfahrt

2012
- eine Etappe Bulgarien-Rundfahrt

2014
- eine Etappe Tour of Qinghai Lake

2015
- Moscow Cup
- Horizon Park Race for Peace
- Ukrainischer Meister – Einzelzeitfahren

2016
- Gesamtwertung, eine Etappe und Mannschaftszeitfahren Tour of Ukraine
- Gesamtwertung und eine Etappe Tour of Qinghai Lake

2017
- Mannschaftszeitfahren Tour of Ukraine
- Tour de Ribas
- Gesamtwertung, eine Etappe und Bergwertung Bulgarien-Rundfahrt – North

### Bahn
2010
- Europameisterschaft – Zweier-Mannschaftsfahren (mit Mychajlo Radjonow)

## Teams
- 2013 Kolss Cycling Team (ab 1. Juni)
- 2014 Kolss Cycling Team
- 2015 Kolss-BDC Team
- 2016 Kolss-BDC Team
- 2017 Kolss Cycling Team